# Feldermodell des deutschen Satzes
Das sogenannte topologische Modell oder (Stellungs-)Feldermodell ist eine in der germanistischen Sprachwissenschaft gängige Methode zur Beschreibung des deutschen Satzbaus durch eine Einteilung des Satzes in „Felder“, in Verbindung mit Regeln, die die Besetzung der Felder je nach Satzart festlegen (z. B. Aussagesatz, Fragesatz). Es handelt sich um ein Beschreibungsraster, in das verschiedene Sätze nach ihrem Erscheinungsbild eingeordnet werden können, in dem aber weitergehende Aspekte grammatischer Struktur nicht berücksichtigt werden; insbesondere enthält es keine vollständige Aufteilung des Satzes in Satzglieder bzw. Konstituenten. Das Feldermodell gibt jedoch Verallgemeinerungen zum deutschen Satzbau an, die in Grammatiktheorien auch erklärt und hergeleitet werden können.
„Topologische Felder“ sind nicht mit dem Begriff Wortfeld zu verwechseln (bei dem es stattdessen um Wortbedeutung geht).

## Herkunft und Darstellungsvarianten des Feldermodells
Eine frühe Form der Einteilung des deutschen Satzes in drei Felder stammt von Erich Drach (1937); hier werden „Vorfeld“, „Mitte“ und „Nachfeld“ unterschieden. Aus dieser Einteilung stammt die Bezeichnung „Kernsatz“ für den deutschen Verbzweitsatz, da das finite Verb hierbei die Mitte des Satzes bildete. Die Weiterentwicklung des Feldermodells, die im Folgenden dargestellt ist, besteht großenteils in einer Ausdifferenzierung des Drach’schen „Nachfeldes“ in Mittelfeld, rechte Klammer sowie das Nachfeld im modernen Sinn.
Moderne Darstellungen des Feldermodells beruhen in der Regel auf fünf Feldern als grundlegender Gliederung des Satzes (Vorfeld, linke Klammer, Mittelfeld, rechte Klammer, Nachfeld). Daneben werden, je nach Detailgrad der Darstellung, verschiedentlich weitere Felder benannt, die aber nicht in allen Sätzen eine Rolle spielen (v. a. verschiedene „Außenfelder“). Scheinbare Abweichungen in der Literatur betreffen also häufig nicht die Annahmen über Feldertheorie oder die Anzahl der Felder an sich, sondern sind darstellungspraktisch zu erklären. Unterschiedliche Auffassungen treten eher in der Frage auf, welches Material welchem Feld zuzuordnen ist (z. B. in der Frage, wo der rechte Rand des Mittelfelds genau verläuft).
Außer für das Deutsche ist das Feldermodell auch für die Grammatik der skandinavischen (germanischen) Sprachen gängig. Paul Diderichsen entwickelte 1946 eine einflussreiche Variante für das Dänische, die sich etwas anders darstellt, da das Dänische im Gegensatz zum Deutschen eine SVO-Sprache ist.

## Die Felderanordnung

### Die Satzklammer und das Mittelfeld
Typisch für den deutschen Hauptsatz ist die sogenannte „Satzklammer“, d. h. das Phänomen, dass sich die finite Verbform vorne im Satz befindet, aber restliche Teile des Prädikats, z. B. Verben im Infinitiv oder abtrennbare Verbpartikeln, erst am Satzende folgen. Diese beiden Positionen dienen dem Modell als Orientierungsmarken: Sie umklammern einen Bereich, der dann „Mittelfeld“ genannt wird, und außerhalb dieser Klammer fügt sich jeweils ein „Vorfeld“ sowie ein „Nachfeld“ an:
| Vorfeld   | linke Klammer | Mittelfeld                          | rechte Klammer | Nachfeld |
| --------- | ------------- | ----------------------------------- | -------------- | -------- |
| Gestern   | hat           | die Katze uns eine Maus vor die Tür | gelegt         |          |
| Die Katze | legte         | eine Maus vor der Tür               | ab             |          |
| --        | weil          | die Katze uns eine Maus vor die Tür | gelegt hat     |          |
| --        | --            | Uns eine Maus vor die Tür           | zu legen !     |          |

Das Mittelfeld ist der Bereich, in dem zunächst alle Satzglieder stehen, die nicht aufgrund einer besonderen Festlegung einem der anderen Felder zugewiesen werden. Unter anderem enthält das Mittelfeld also auch eine Position für das Subjekt, außer dieses wird im Einzelfall ins Vorfeld geholt (wie oben im zweiten Beispiel, mehr dazu s. u.). Die Reihenfolge der Bestandteile im Mittelfeld ist meistens: Subjekt < indirektes Objekt < direktes Objekt < Präpositionalobjekt; die Grammatik der Satzteile innerhalb des Mittelfelds wird vom Feldermodell als solchem jedoch nicht weiter behandelt. (Näheres zur Variation der Wortstellung im Mittelfeld siehe unter Deutsche Grammatik#Syntax des Mittelfelds sowie unter Scrambling (Linguistik).)
Die linke Klammer wird ebenso für die satzeinleitende Konjunktion des Nebensatzes verwendet wie für das finite Verb des Hauptsatzes; die linke Klammer ist in den obigen Beispielen jedes Mal die Position direkt vor der Mittelfeld-Position des Subjekts. Die Positionen von Konjunktion und finitem Verb werden als dieselbe identifiziert, da eine Voranstellung des Verbs bei gleichzeitiger Anwesenheit einer Konjunktion nicht möglich ist; hieraus wird geschlossen, dass sie um dieselbe Position konkurrieren. Das Feldermodell selbst gibt allerdings keine Erklärungen dafür an, warum in der rechten Klammer mehrere Wörter zugleich zulässig sind und nur in der linken nicht. Ein Argument für die Position der Konjunktion als linker Klammer ist, dass in manchen Konstruktionen wahlweise finites Verb oder Konjunktion den Nebensatz einleiten können, zum Beispiel Vergleichssätze mit als ob (weitere Fälle unter V1-Stellung):
- Er tat so, als ob nichts wäre.

Er tat so, als wäre nichts --.
Die linke Satzklammer kann außer Konjunktionen nur ein finites Verb enthalten. In einem Infinitivsatz ohne Konjunktion ergibt sich so, dass die linke Satzklammer leer bleibt (letztes Beispiel oben).

### Feinere Einteilungen für die Position der Verben

#### Die rechte Klammer als Verbalkomplex
Die rechte Klammer enthält das finite Verb, wenn dieses am Satzende steht (also in Nebensätzen). Ferner werden alle weiteren Bestandteile des Prädikats, also vor allem der gesamte Verbalkomplex, der im Deutschen aus mehreren Verben bestehen kann, zusammen der rechten Klammer zugeordnet. Die Zuordnung nichtverbaler Prädikatsbestandteile kann allerdings manchmal strittig sein.
| Vorfeld | linke Klammer | Mittelfeld | rechte Klammer        |  |
| ------- | ------------- | ---------- | --------------------- |  |
| Er      | hat           | nicht      | gesehen werden wollen |  |

#### Das Oberfeld
Eine Feinunterteilung wird nötig für Konstruktionen, in denen das finite Verb vor die übrigen Verben am Satzende gezogen wird. Diese zusätzliche Position wird dann als „Oberfeld“ bezeichnet:
| Vorfeld | linke Klammer | Mittelfeld | Oberfeld | rechte Klammer |
| ------- | ------------- | ---------- | -------- | -------------- |
|         | dass          | er es mich | hat      | machen lassen  |

Die Infinitive dieses Beispiels können nicht dem Nachfeld zugeordnet werden (mit dem Finitum hat dann als rechter Klammer), da es sich um eine sogenannte kohärente Konstruktion handelt, d. h. der Infinitiv ist nicht satzwertig. Solche Infinitive sind sonst nie nachfeldfähig. – Weitere Einzelheiten finden sich unter: Deutsche Grammatik #Reihenfolge der Verben.

### Das Vorfeld
Das Vorfeld dient zur Platzierung von beliebigem Material, das entweder als gegebene Information aus dem Kontext aufgenommen werden soll (ein sogenanntes Topik) oder für Material, das als Kontrast hervorgehoben werden soll. Die Besetzung des Vorfelds durch einen Satzteil wird (etwas ungenau) auch als Topikalisierung dieses Satzteils bezeichnet. Außer dem finiten Verb können fast alle Arten von Satzteilen für die Besetzung des Vorfelds verwendet werden, sie fehlen dann an der entsprechenden Stelle des Mittelfelds. Bei Sätzen mit wenig Material kann es dazu kommen, dass das Mittelfeld dadurch völlig leer bleibt.
Beispiele:
| Vorfeld   | linke Klammer | Mittelfeld            | rechte Klammer | Nachfeld |                                         |
| --------- | ------------- | --------------------- | -------------- | -------- | --------------------------------------- |
| Gestern   | hat           | eine Maus             | gehustet       |          | (Adverb im Vorfeld)                     |
| Die Katze | legte         | eine Maus vor der Tür | ab             |          | (Subjekt im Vorfeld)                    |
| Die Katze | schlief       |                       |                |          | (Subjekt im Vorfeld, leeres Mittelfeld) |
| Eine Maus | hat           | sie uns vor die Tür   | gelegt!        |          | (direktes Objekt im Vorfeld)            |

Ebenso können komplexe Satzteile, auch ganze Nebensätze, das Vorfeld besetzen: im ersten Beispiel unten eine Verbalphrase (ein infinites Verb mit seinen Ergänzungen), im zweiten ein Subjektsatz, im dritten ein Adverbialsatz. Die Struktur dieser komplizierteren Beispiele wird durchsichtig, wenn man sich daran orientiert, dass das finite Verb des Hauptsatzes immer die linke Klammer (des Hauptsatzes) bilden muss:
| Eine Maus vor die Tür gelegt    | hat      | sie uns noch nie |
| Dass so was geht                | ist      | unglaublich      |
| Obwohl Eva Adam den Apfel abgab | erschien | Adam gereizt     |
| ( = Trotzdem                    | erschien | Adam gereizt)    |

Wo ein ganzer Satz im Vorfeld steht, ist anzumerken, dass dieser Satz seinerseits wieder eine Felderstruktur aufweist (die hier nicht dargestellt ist); Felderstrukturen können insofern in gewissen Fällen ineinander verschachtelt werden.
Eine Besonderheit stellt die Vorfeldbesetzung durch ein Expletivum dar: Ein Pronomen „es“ kann erscheinen, um das Vorfeld pro forma zu besetzen. Dies führt dazu, dass alles andere Material, auch ein Subjekt, im Mittelfeld bleibt.
- Adverb im Vorfeld, im Vergleich mit Vorfeld-Expletiv plus Adverb etc. im Mittelfeld:

| Vorfeld | linke Klammer | Mittelfeld             | rechte Klammer | Nachfeld |
| ------- | ------------- | ---------------------- | -------------- | -------- |
| Gestern | hat           | hier eine Maus         | gehustet.      |          |
| Es      | hat           | gestern hier eine Maus | gehustet.      |          |

- Subjekt im Vorfeld, im Vergleich mit Vorfeld-Expletiv plus Subjekt im Mittelfeld:

| Jemand | schnarchte. |         |
| Es     | schnarchte  | jemand. |

Insgesamt ist zu sehen, dass das Vorfeld keine Subjektposition darstellt (sondern beliebiges Material aufnimmt), daher ist auch das Pronomen „es“ in den obigen Beispielen kein Subjektpronomen. Genaueres zu den verschiedenen Funktionen von „es“ siehe im Artikel Expletivum.

### Das Nachfeld
Das Nachfeld dient vor allem dazu, lange Satzglieder, wie etwa Nebensätze, auszulagern (man spricht auch von „Ausklammerung“). Im Prinzip können Nebensätze in der entsprechenden Position im Mittelfeld stehen, vor allem wenn es sich um Adverbialsätze handelt. Bei Subjekt- oder Objektsätzen gilt dies jedoch als grammatisch unakzeptabel:
| Ich habe nie im Geringsten angedeutet, dass ich das kaufen will.    |
| ? Ich habe, dass ich das kaufen will, nie im Geringsten angedeutet. |

Jedoch stehen auch solche Sätze im Nachfeld mit einer Subjekt- oder Objektposition des Mittelfelds in Verbindung, denn sie können dort durch ein sogenanntes Korrelatpronomen („es“) vertreten werden (das Korrelatpronomen kann hingegen nicht stehen, wenn ein Nebensatz im Vorfeld statt im Nachfeld ist):
| Er wird es ja auch gemerkt haben, dass mir das nicht gefällt. |

Auch andere Typen von Material können im Nachfeld stehen. Bemerkenswert sind u. a. Präpositionalphrasen, die hier „nachgeschoben“ wirken, ferner Infinitivkonstruktionen mit „zu“ (die den Status von Nebensätzen haben, d. h. in inkohärenter Konstruktion stehen) sowie Relativsätze, die sich eigentlich auf ein Nomen im Mittelfeld beziehen, aber hier separat stehen können. Beispiele für Felderanalysen solcher Fälle sind:
| Vorfeld | linke Klammer | Mittelfeld           | rechte Klammer | Nachfeld                    |
| ------- | ------------- | -------------------- | -------------- | --------------------------- |
| Er      | wird          | es ja auch           | gemerkt haben  | dass mir das nicht gefällt. |
| Mir     | hat           | niemand was          | gesagt         | von diesem Plan.            |
| Hubert  | hat           | erfolglos            | versucht       | die Ratten zu fangen.       |
| Ich     | habe          | die Maus in den Müll | getan          | die die Katze gebracht hat. |

### Zusätzliche Felder in der Peripherie
Obwohl im klassischen Feldermodell nicht vorgesehen, können im deutschen Satz weitere Stellen für Anfügungen identifiziert werden, die noch jenseits von Vorfeld bzw. Nachfeld liegen. Diese oft Vor-Vorfeld und Nach-Nachfeld genannten Positionen enthalten Material, das nicht in den Satz integriert ist, z. B. Anreden (Vokative), koordinierende Konjunktionen, sowie Material, das vorausgeschickt bzw. nachgetragen wird und im Vorfeld bzw. Mittelfeld mit einem Pronomen wiederaufgenommen werden muss (die sogenannten Versetzungskonstruktionen). Viele, jedoch nicht alle solcher Fälle sind typisch für die gesprochene Sprache.
Die ersten beiden Beispiele zeigen Linksversetzungen, die noch vor dem Vorfeld anschließen, das dritte Beispiel eine Rechtsversetzung, noch hinter dem Nachfeld. Anreden sowie und-Anschlüsse begegnen in der Literatur als nochmals eigenes „Anschlussfeld“ vor der Position der Linksversetzung, sind im Folgenden aber nicht aufgeschlüsselt:
|                     | Vorfeld | linke Klammer | Mittelfeld               | rechte Klammer | Nachfeld |           |  |
| ------------------- | ------- | ------------- | ------------------------ | -------------- | -------- | --------- |  |
| Du der Schnee       | der     | wird          | immer stärker            |                |          |           |  |
| Diese ABM-Maßnahme, | die     | wird          | bei der Stadt Dahlhausen | sein.          |          |           |  |
| Und                 | --      | hat           | er irgendwas             | gewusst        | davon,   | der Chef? |  |

Im letzten Beispiel ist das Vorfeld leer, weil es sich um eine Ja/Nein-Frage handelt, also einen Verb-Erst-Satz; die Konjunktion (oder Partikel) und, die davor steht, ändert hieran nichts (siehe den gleich folgenden Abschnitt).
Für eine besonders feine Aufgliederung von Positionen vor dem Vorfeld siehe die Darstellung in der IDS-Grammatik bzw. grammis.

## Felderbesetzung und die Markierung der Satztypen
Die verschiedenen Satztypen (wie Fragesatz, Aussagesatz etc. sowie in anderer Hinsicht Hauptsatz und Nebensatz) werden im Deutschen durch ein Zusammenspiel mehrerer Elemente markiert; hierzu gehören der Verbmodus (Konjunktiv/Indikativ), die Intonation, aber eben auch die verschiedenen Besetzungen des Vorfelds und der linken Klammer. Das Mittelfeld dagegen nimmt an der Kennzeichnung der Satztypen nicht teil, sondern ist allen Satzarten gemeinsam.
Traditionell werden für das Deutsche drei Satzformen unterschieden: Der Verbzweitsatz (auch Kernsatz), der Verberstsatz (auch Stirnsatz) und der Verb-End-Satz (auch Spannsatz). Mit „Verb“ ist bei allen diesen Bezeichnungen im Zweifelsfall nur das finite Verb gemeint.
Die Verbzweitstellung ist hierbei die Satzform, in der das Vorfeld obligatorisch besetzt ist (sei es auch durch ein Expletivpronomen) und das finite Verb im Anschluss daran in der linken Klammer steht. Dies ist die Form, die für Aussagesätze oder Ergänzungsfragen („W-Fragen“) als Hauptsätze gilt. Dies bedeutet, dass im Deutschen W-Fragen und Aussagesätze als Hauptsätze genau dasselbe Satzschema aufweisen (anders als es z. B. im Englischen der Fall ist).
| Vorfeld   | linke Klammer | Mittelfeld          | rechte Klammer |                                              |
| --------- | ------------- | ------------------- | -------------- | -------------------------------------------- |
| Was       | hat           | sie uns vor die Tür | gelegt?        | (Fragewort für direktes Objekt im Vorfeld)   |
| Eine Maus | hat           | sie uns vor die Tür | gelegt!        | (Aussagesatz mit direktem Objekt im Vorfeld) |

Der Verb-Erst-Satz kommt dadurch zustande, dass das Verb ebenfalls in der linken Klammer erscheint, aber das Vorfeld obligatorisch leer bleibt. Diese Form haben Ja/Nein-Fragen oder Imperative (und einige weitere Satzarten, die im Artikel V1-Stellung näher besprochen werden):
| Vorfeld | linke Klammer | Mittelfeld       | rechte Klammer |  |
| ------- | ------------- | ---------------- | -------------- |  |
| --      | Hat           | sie eine Maus    | gefangen?      |  |
| --      | Tu            | das in den Müll! |                |  |

Nebensätze, die mit Konjunktionen eingeleitet werden (z. B. eingebettete Aussagesätze mit der Konjunktion dass oder indirekte ja/nein-Fragen mit der Konjunktion ob), sind Verb-End-Sätze. Konjunktionen besetzen wie gesagt die linke Klammer; plausiblerweise bleibt dann für das finite Verb nur die Endstellung. Ein besonderes Problem bilden vor diesem Hintergrund jedoch indirekte W-Fragen sowie Relativsätze: Frage- bzw. Relativpronomen vertreten Satzglieder, und in Hauptsätzen ist der Platz für Pronomen, wenn man sie voranstellt, grundsätzlich das Vorfeld, nicht die linke Klammer. Daher ergibt sich aus systematischen Gründen die Erwartung, dass in eingebetteten Fragesätzen und Relativsätzen die satzeinleitenden Pronomen ebenfalls das Vorfeld besetzen sollten. Daraus folgt, dass in diesen Fällen die linke Klammer leer ist, während das finite Verb trotzdem in Endstellung bleibt. Andererseits ergibt sich, dass bei Konjunktionalsätzen das Vorfeld leer ist.
|                   | Vorfeld | linke Klammer | Mittelfeld                          | rechte Klammer | Nachfeld |
| ----------------- | ------- | ------------- | ----------------------------------- | -------------- | -------- |
|                   | ---     | weil          | die Katze uns eine Maus vor die Tür | gelegt hat     |          |
| (Ich weiß nicht,) | was     | ---           | die Katze uns da vor die Tür        | gelegt hat     |          |
| (die Maus,)       | die     | ---           | die Katze uns vor die Tür           | gelegt hat     |          |

Da aus dem Feldermodell als solchem keine Beschränkungen ableitbar sind, welche Position durch welche Wörter besetzt werden darf, ist jedoch auch erwogen worden, Frage- und Relativpronomen in eingebetteten Sätzen der linken Klammer zuzurechnen, um zu erklären, warum das Verb in der rechten Klammer bleiben muss. Aus strukturellen Grammatiktheorien ergeben sich jedoch Beschränkungen, die dies nach überwiegender Lehrmeinung verbieten; siehe hierzu den nächsten Abschnitt. Die Verhältnisse des Deutschen, die sich in den obigen Beispielen zeigen, entsprechen zudem direkt der Abwesenheit von Fragesatz-Inversion im englischen und französischen Nebensatz (auch diese Inversionskonstruktionen bestehen in einer Voranstellung des finiten Verbs, analog zur Besetzung der linken Klammer im Deutschen).
Es gibt auch einige Typen von selbständigen Sätzen, die Verb-Endstellung aufweisen, zum Beispiel Ausrufe (Exklamativsätze): „Wie niedlich der ist!“ Sie weisen dieselbe Struktur auf wie die obigen Nebensätze.

## Deutung der Feldereinteilung in der Syntaxtheorie

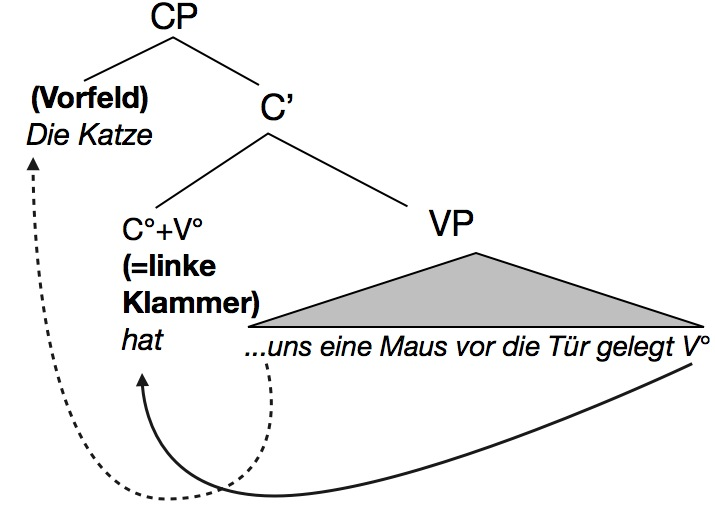
Verbzweitsatz als Phrase nach dem X-Bar-Schema (mit dem Mittelfeld als VP, nach Hubert Haider: Mittelfeld Phenomena. In: Martin Everaert, Henk van Riemsdijk (Hrsg.): The Blackwell Companion to Syntax. Band 3. 2006, S. 204–274)

In Syntaxtheorien, die mithilfe abstrakter Strukturen Erklärungen für die Eigenschaften des Satzbaus anstreben, wie z. B. der generativen Grammatik, wird das Feldermodell nicht als Gegenentwurf zu solch einer Theorie eingestuft, sondern als eine Sammlung von Beobachtungen, für die Erklärungen und Herleitungen gegeben werden können. Theoretische Einordnungen des Feldermodells in diesem Rahmen lassen sich durch die folgenden Punkte umreißen:
Konstituentenstruktur
Das Vorfeld erlaubt als Besetzung in aller Regel nur eine einzige Phrase. Diese Eigenschaft wird auch in der traditionellen Grammatik des Deutschen als Test für den Status einer Einheit als Satzglied verwendet: Als zusammenhängendes Satzglied gilt, was sich als Ganzes ins Vorfeld stellen lässt. Offensichtlich existieren jedoch keine Beschränkungen, welcher Kategorie die Phrasen im Vorfeld angehören können. — Da das Mittelfeld alle Ergänzungen des Verbs enthält, sofern sie nicht ins Vor- oder Nachfeld ausgelagert sind, liegt es nahe, das Mittelfeld zusammen mit dem Prädikat in der Satzklammer als Verbalphrase oder als satzwertige Konstituente zu identifizieren; das Mittelfeld allein ohne die Verben in der rechten und linken Klammer wäre jedoch keine Konstituente. Es enthält häufig mehrere Konstituenten.
Bewegungstransformationen
Da praktisch alles Material außer dem Prädikat selbst im Mittelfeld erscheinen kann und lediglich alternative Positionen als Vor- oder Nachfeld hat, wird angenommen, dass die Besetzung des Vorfelds (und eventuell auch des Nachfelds) durch Bewegungstransformationen erfolgen kann, die Material aus einer Grundposition im Mittelfeld in eine abgeleitete Position als Vorfeld herausbewegen.
Da das Prädikat sich auf linke und rechte Klammer verteilen kann und insbesondere verbale Partikeln dabei vom Rest des Verbs getrennt werden (wie in „… legte die Maus ab“), wird als Erklärung angesetzt, dass die Grundposition der deutschen Verben die rechte Klammer ist (dort stehen sie in ihrer Eigenschaft als Kopf der Verbalphrase) und dass die Besetzung der linken Klammer durch das finite Verb ebenfalls eine Bewegungstransformation darstellt (bei der u. U. die abtrennbare Partikel eines Verbs zurückgelassen wird).
Charakterisierung der Satztypen durch Vorfeld und linke Klammer
Die Tatsache, dass nur Vorfeld und linke Klammer herangezogen werden, um Satztypen wie z. B. Fragesätze zu charakterisieren, während das Mittelfeld bezüglich Satztypen neutral ist, wird so erklärt, dass nur Vorfeld und linke Klammer sich außerhalb der Verbalphrase befinden. Träger von Merkmalen wie ‚Fragesatz‘ ist normalerweise die Position des Komplementierers, also eben dieselbe Position, in der Konjunktionen wie „ob“ erscheinen, die auch ein Merkmal ‚Frage‘ markieren. Hiermit wäre zu bestätigen, dass Verb und Konjunktionen dieselbe Position besetzen, und die Voranstellung des Verbs in Verberst- und Verbzweitsätzen wäre als Bewegung in die Position des Komplementierers zu analysieren.
Gesamtaufbau des deutschen Hauptsatzes
Wenn, wie oben gesagt, Mittelfeld und rechte Klammer zusammen eine Phrase bilden, ferner das Vorfeld eine Phrase bildet und in der linken Klammer das Verb als einzelnes syntaktisches Wort steht, ergibt sich ein Aufbau, der genau so von der X-Bar-Theorie der Phrasenstruktur vorausgesagt wird, nämlich die Gliederung in Spezifikator, Kopf und Komplement. Das Phänomen, dass das Vorfeld eine ganze Phrase darstellt, die linke Klammer jedoch nicht, wäre damit aus allgemeinen Prinzipien des Strukturaufbaus abzuleiten. Es ergibt sich eine Analyse des deutschen Satzes als Komplementierer-Phrase (CP) mit einer Kopfposition C wie im nebenstehenden Diagramm.